# 11718 Hayward
11718 Hayward è un asteroide della fascia principale. Scoperto nel 1998, presenta un'orbita caratterizzata da un semiasse maggiore pari a 2,7490280 UA e da un'eccentricità di 0,1921164, inclinata di 4,82375° rispetto all'eclittica.